# 20 octombrie
ianuarie • februarie • martie  • aprilie  • mai  • iunie  • iulie  • august  • septembrie  • octombrie  • noiembrie  • decembrie
20 octombrie este a 293-a zi a calendarului gregorian și a 294-a zi în anii bisecți. Mai sunt 72 de zile până la sfârșitul anului.

## Evenimente

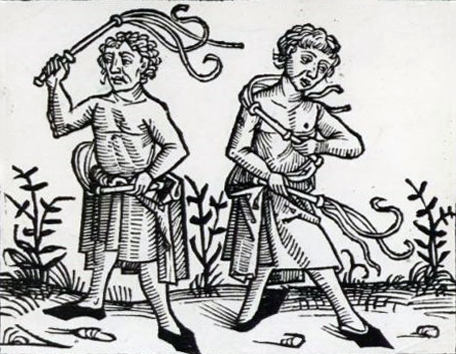
1349: Papa Clement al VI-lea interzice flagelarea

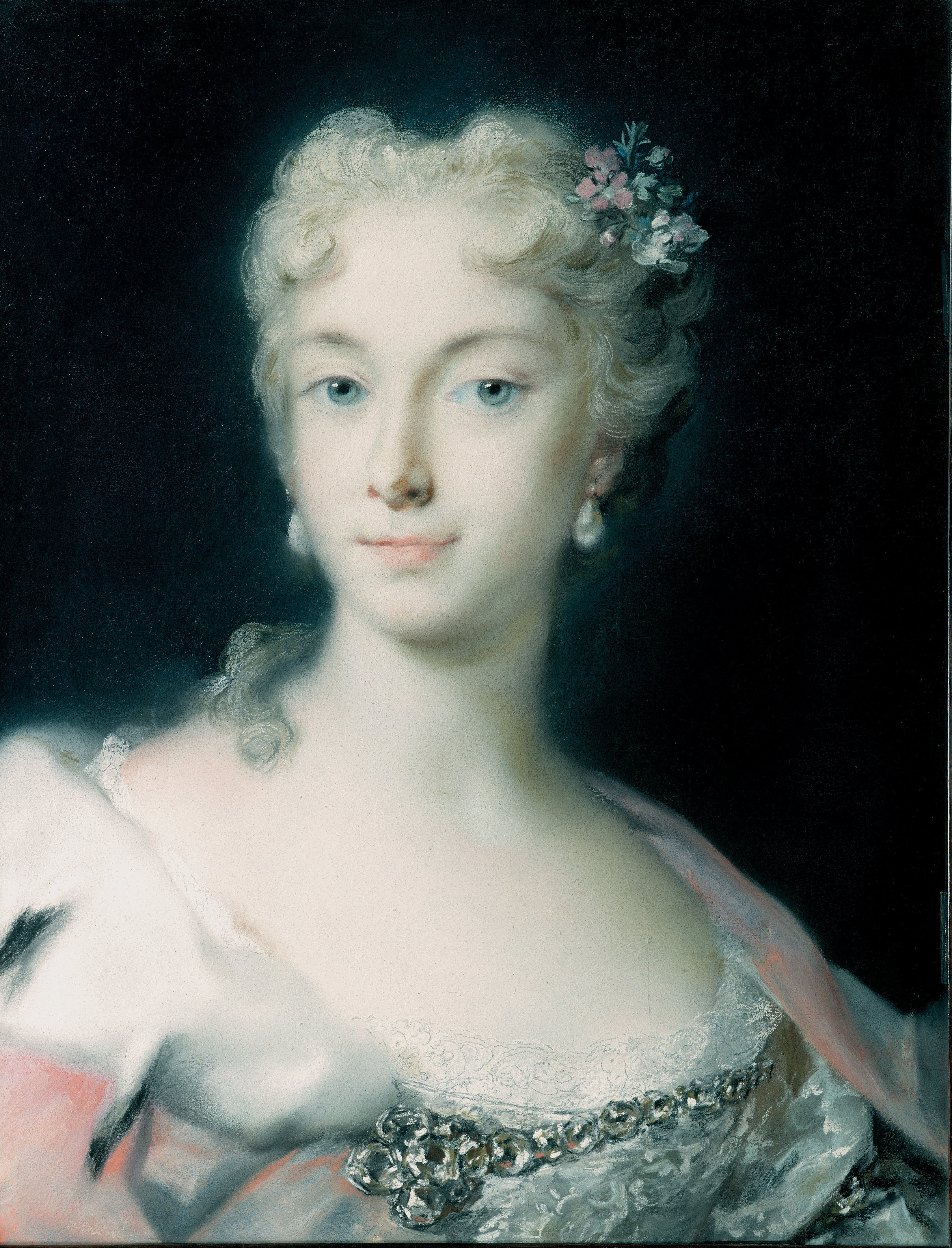
1740: Maria Tereza în vârstă de 23 de ani devine regină a Austriei, Ungariei, Boemiei și Croației

- 1349: Papa Clement al VI-lea interzice flagelarea.
- 1548: A fost fondat orașul Nuestra Señora de La Paz, cunoscut mai ales ca La Paz, capitala de astăzi a Boliviei
- 1595: Bătălia de la Giurgiu - artileria toscană dărâmă o parte din zidul fortăreței otomane, așa încât aliații creștini pătrund învingători în cetate. Sinan Pașa privește neputincios de la Rusciuc victoria adversarilor săi.
- 1600: Familia Tokugawa își asigură prin izbânda din Sekigahara hegemonia asupra Japoniei.
- 1601: Radu Șerban este ales domn al Țării Românești.
- 1638: S–a încheiat construcția Mănăstirii Căldărușani, ctitorie a lui Matei Basarab (1632 – 1654).
- 1696: A fost creată flota rusă.
- 1708: Reconstrucția Catedralei St. Paul din Londra după Marele Incendiu din 1666 a fost terminată chiar în ziua în care Christopher Wren, arhitectul ei, a împlinit 76 de ani.
- 1740: Conform stipulărilor Pragmaticii Sancțiuni din 1713, Maria Tereza a urcat pe tronul Austriei.
- 1803: Senatul american a ratificat cumpărarea Louisianei, consfințind termenii tratatului cunoscut ca Louisiana Purchase.
- 1818: Statele Unite ale Americii și Regatul Unit au semnat tratatul din 1818 prin care au stabilit frontiera comună de-a lungul paralelei de 49 de grade.
- 1822: În urma Congresului de la Verona al Sfintei Alianțe, se hotărăște intervenția franceză împotriva revoluției din Spania, condusă de Rafael Riego.
- 1860: Promulgarea Diplomei din Octombrie de către împăratul Franz Joseph, care a pus capăt sistemului absolutist și a deschis era guvernării constituționale ("regimul liberal") în Imperiul Austriac. Potrivit documentului, Transilvania a redevenit stat autonom în cadrul imperiului.
- 1880: Tegucigalpa a fost declarată capitala Republicii Honduras.
- 1883: Peru și Chile semnează Tratatul de la Ancón, prin care provincia Tarapacá a fost cedată statului Chile; sfârșitul Războiului din Pacific.
- 1919: Este fondat clubul de fotbal FC Ceahlăul de către un grup de elevi și profesori de la Liceul Petru Rareș.
- 1920: Începe greva generală a proletariatului din România, la care participă cca 400.000 de salariați; cuprinde toate ramurile industriei și transporturilor și este prima grevă politică generală a proletariatului din întreaga Românie (20–28 octombrie).
- 1921: Franța și Turcia semnează Tratatul din Ankara, prin care Franța recunoaște guvernul turc provizoriu din Ankara drept partener de tratative.
- 1935: Comuniștii chinezi conduși de Mao Tzedun ajung în nord–vestul Chinei la capătul unui marș de 10.000 km de–a lungul țării, cunoscut ca Marșul Cel Lung.
- 1944: Armata sovietică ocupă Belgrad, capitala Iugoslaviei.
- 1944: În timpul vizitei de la Moscova, primul ministru britanic W. Churchill i-a propus, și Stalin a acceptat, înțelegerea cu privire la împărțirea zonelor de influență în Balcani.
- 1968: Lady Jacqueline Kennedy se căsătorește cu armatorul grec Aristotel Onassis.
- 1980: După șase ani de ședere în afara structurilor militare ale NATO, Grecia revine în Alianță.
- 1985: Peste 50 de persoane au murit și peste 100.000 de oameni au fost evacuați din Filipine, în timpul taifunului "Dot".
- 1991: Un cutremur de 6,8 Mw lovește regiunea Uttarkashi din India, ucigând mai mult de 1.000 de persoane.
- 2011: Războiul Civil din Libia: Forțele rebele îl capturează pe dictatorul libian Muammar Gaddafi în orașul său natal Sirte și îl ucid la  scurt timp după aceea.

## Nașteri
- 1496: Claude, Duce de Guise, aristocrat francez, primul Duce de Guise (d. 1550)
- 1554: Bálint Balassi, poet maghiar (d. 1594)
- 1632: Christopher Wren, arhitect englez (d. 1723)
- 1643: Valentin Frank von Franckenstein, poet și traducător german (d. 1697)

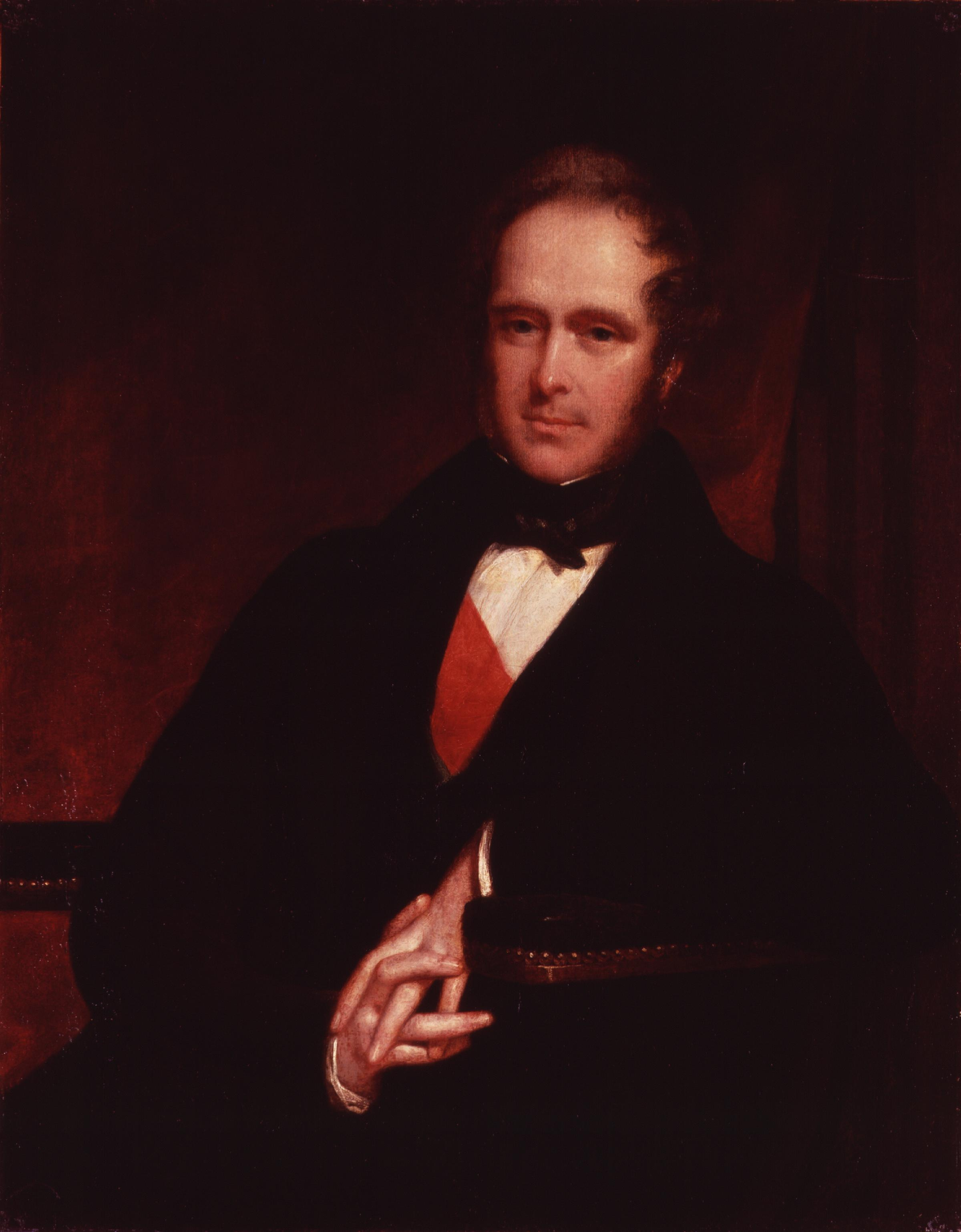
Vicontele Palmerston, prim-ministru al Regatului Unit
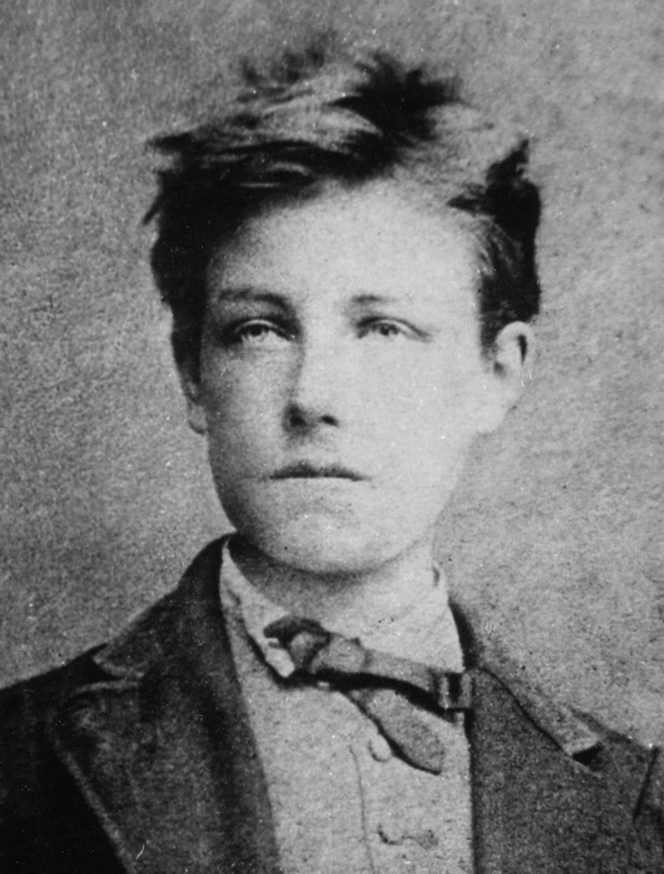
Arthur Rimbaud, poet francez
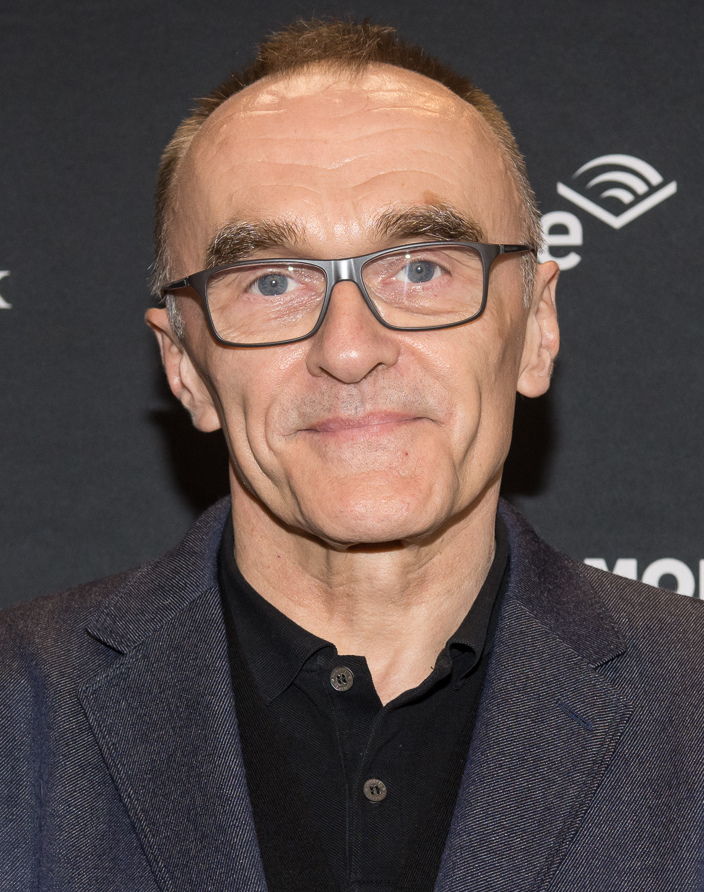
Danny Boyle, regizor britanic, laureat Oscar

- 1677: Stanislaus I. Leszczynski, rege al Poloniei și duce de Lorena (d. 1766)
- 1700: Charlotte Aglaé d'Orléans, ducesă de Modena (d. 1761)
- 1740: Isabelle de Charrière, scriitoare olandeză (d. 1805)
- 1780: Pauline Bonaparte, sora lui Napoleon (d. 1825)
- 1784: Henry John Temple, Viconte Palmerston, politician englez, prim-ministru al Regatului Unit (d. 1865)
- 1847: Oscar Swahn, trăgător suedez și cel mai în vârstă campion olimpic al tuturor timpurilor (d. 1927)
- 1854: Arthur Rimbaud, poet francez (d. 1891)
- 1859: John Dewey, filozof american (d. 1952)
- 1868: Gheorghe Domășnean, general român în armata austro-ungară, primar al Timișoarei (d. 1940)
- 1872: Pericle Papahagi, filolog, lingvist și folclorist român (d. 1943)
- 1882: Bela Lugosi, actor maghiar (d. 1956)
- 1891: James Chadwick, fizician britanic (d. 1974)
- 1893: Jomo Kenyatta, politician kenyan (d. 1978)
- 1895: Alexandru Rosetti, lingvist și filolog român, membru al Academiei Române, membru corespondent al Academiei Suedeze de Științe (d. 1990)
- 1917: Jean-Pierre Melville, regizor de film francez (d. 1973)
- 1927: Oskar Pastior, poet german de origine română (d. 2006)
- 1928: Zhu Rongji, politician chinez
- 1930: Ioan Grigorescu, scriitor, publicist, regizor și scenarist român (d. 2011)
- 1933: Ion Dichiseanu, actor român de teatru și film (d. 2021)
- 1934: Împărăteasa Michiko, soția împăratului Akihito al Japoniei
- 1937: Vlad Georgescu, istoric român, directorul secției române a postului Europa Liberă (d. 1988)
- 1942: Costel Constantin, actor român de teatru și film (d. 2024)
- 1946: Elfriede Jelinek, scriitoare austriacă, laureată Nobel
- 1950: Tom Petty, muzician american, cântăreț și compozitor (d. 2017)
- 1956: Danny Boyle, regizor, producător britanic, laureat Oscar
- 1958: Scott Hall, wrestler american (d. 2022)
- 1958: Viggo Mortensen, actor american
- 1960: Lepa Brena, cântăreață iugoslavă
- 1964: Kamala Harris, politiciană și avocată americană, vicepreședinte al SUA
- 1964: Aurelian Pavelescu, politician român
- 1966: Stefan Raab, moderator german
- 1971: Snoop Dogg, rapper și actor american
- 1971: Dannii Minogue, cântăreață australiană
- 1977: Hun Manet, politician și ofițer militar cambodgian, prim-ministru al Cambodgiei
- 1985: Emőke Szőcs, biatlonistă și fondistă româno-maghiară

## Decese
- 1139: Henric al X-lea de Bavaria (n. 1108)
- 1740: Carol al VI-lea, Împărat Roman, împărat al Sfântului Imperiu Roman de Națiune Germană (n. 1685)
- 1758: Charles Spencer, Duce de Marlborough (n. 1706)

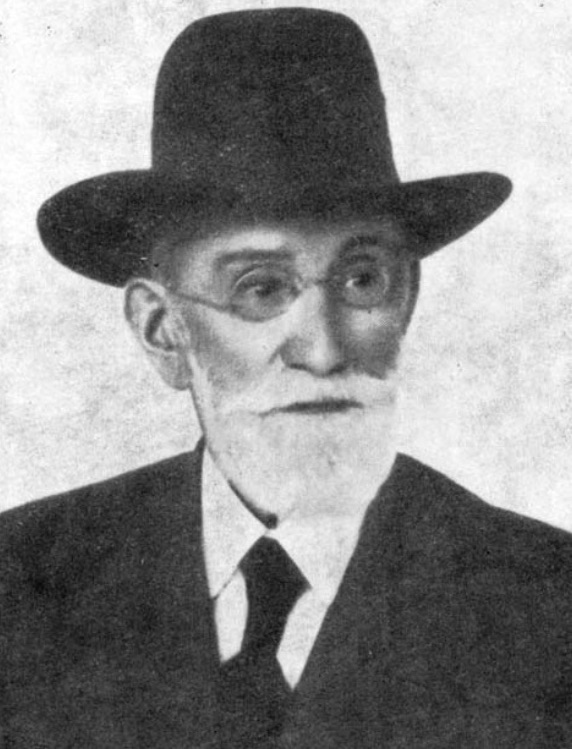
Constantin Moisil, profesor de istorie, arheolog și numismat român
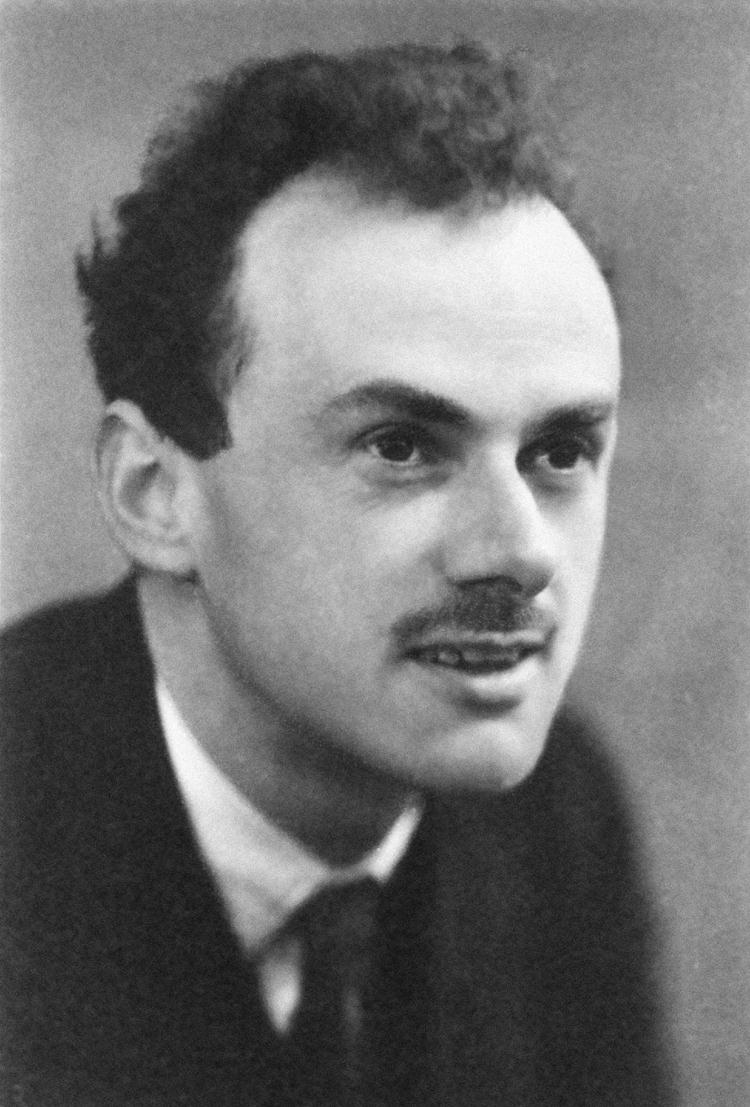
Paul Dirac, fizician britanic, laureat Nobel
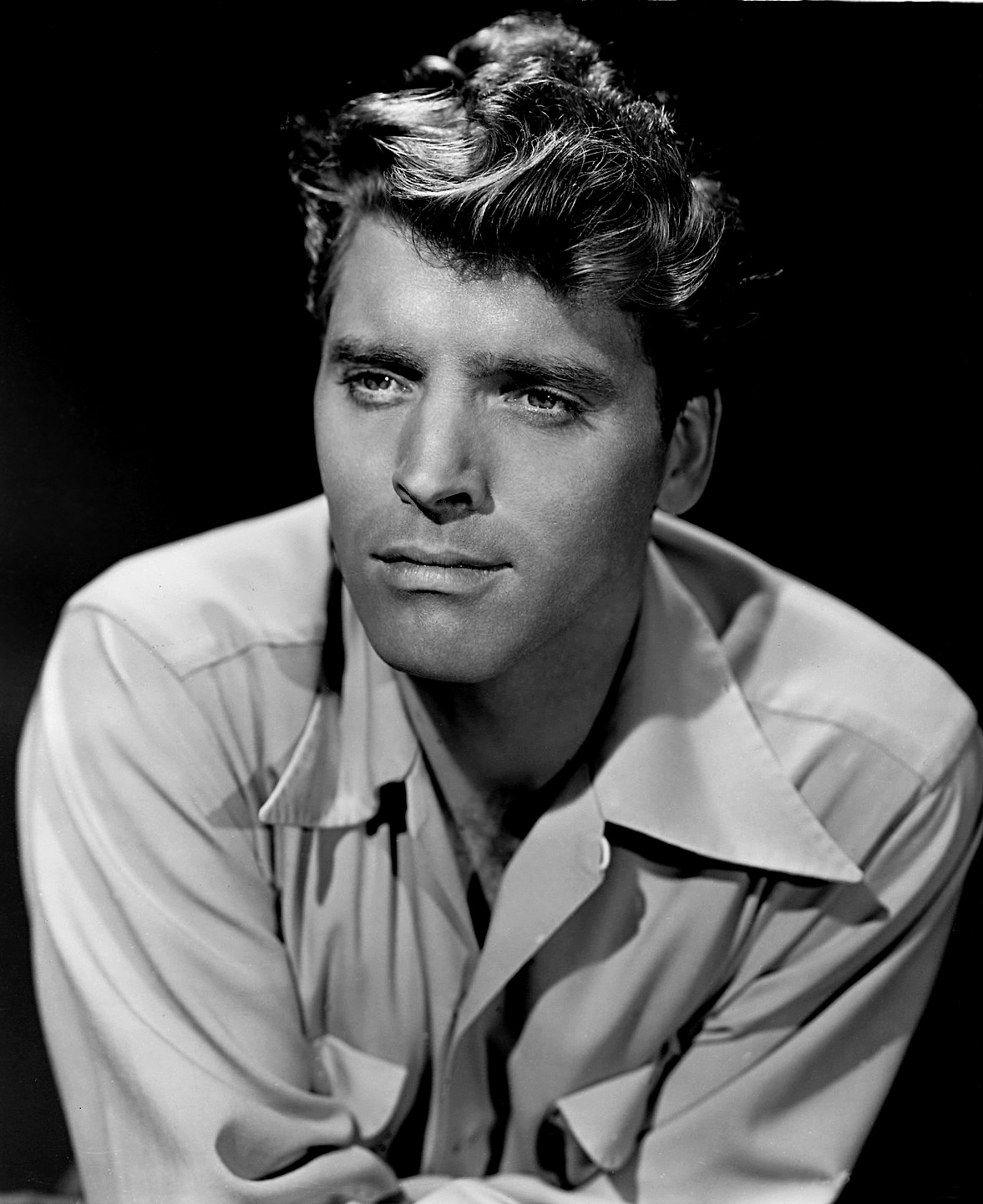
Burt Lancaster, actor american

- 1918: Constantin Giurescu, istoric român, membru al Academiei Române (n. 1875)
- 1958: Constantin Moisil, profesor de istorie, arheolog și numismat român (n. 1874)
- 1961: Constanța Erbiceanu, pianistă română (n. 1874)
- 1964: Herbert Hoover, politician american, al 31-lea președinte al Statelor Unite (n. 1874)
- 1966: Charles Catteau, designer industrial Art Déco francez (n. 1880)
- 1984: Paul Dirac, fizician britanic, laureat Nobel (n. 1902)
- 1987: Andrei Nikolaevici Kolmogorov, matematician rus (n. 1903)
- 1912: Stroe S. Belloescu, profesor, filantrop, ctitor, politician, autor de manuale școlare (n.1838)
- 1994: Burt Lancaster, actor american (n. 1913)
- 1994: Serghei Bondarciuk, actor și regizor rus (n. 1920)
- 2011: Muammar Gaddafi, politician și conducătorul de facto al Libiei (n. 1942)
- 2018: Mihail Bălănescu, inginer și fizician român (n. 1922)

## Sărbători
- Sf. M. Mc. Artemie; Cuv. Matroana; Cuv. Gherasim cel Nou (calendar ortodox)
- Ziua Internațională a osteoporozei
- Ziua internațională a controlorilor de trafic aerian - Se aniversează din 1961 Arhivat în 21 octombrie 2015, la Wayback Machine.
- Cuba: Ziua națională a culturii - Se aniversează din 1980
- Somalia: Sărbătoare națională - Aniversarea zilei revoluției somaleze